# Žichlice (Modlany)
Žichlice (německy Schichlitz) jsou zaniklá vesnice, jejíž území je součástí obce Modlany. Katastrální území Žichlice u Modlan měří 1,59 km². Ves zanikla na konci 80. let 20. století. v důsledku těžby hnědého uhlí. Na jejím místě se rozkládá rekultivovaná Žichlická výsypka. 

## Název
Název vesnice je odvozen z osobního jména Žich či Žichel ve významu ves lidí Žichových. V historických pramenech se název vsi objevuje ve tvarech: Sihlich (1088), Sihlicih (1222), Zichlicz (1403), Zychlicze (1542), Zichlycze (1552), Schichlitz (1652), Šišlice (1654), Schichlitz (1787), Sichlitz a Ssysslice (1833), Žichlice a Schichltz (1848) a úředně Žichlice nebo německy Schicklitz.

## Historie

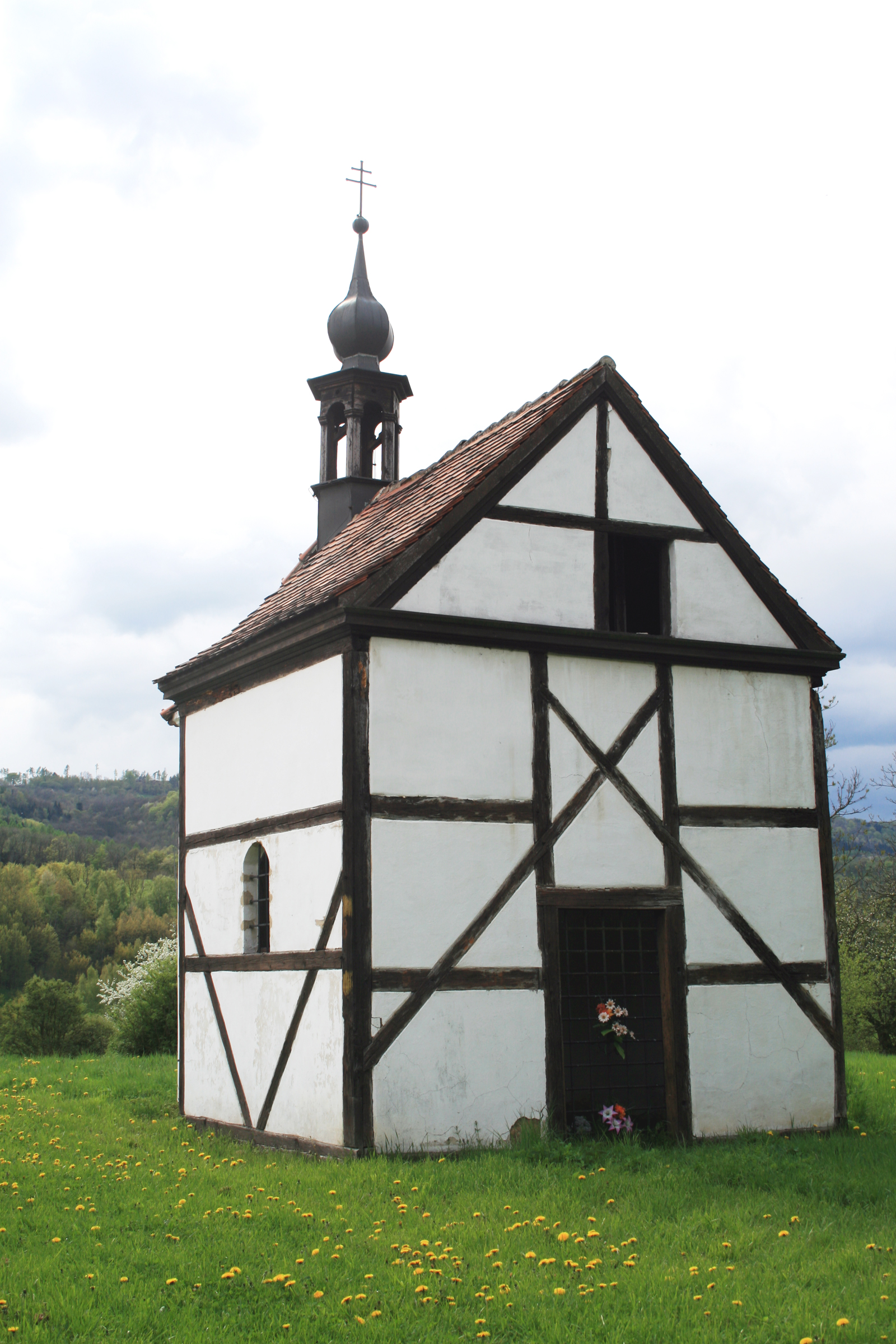
Hrázděná kaple Nejsvětější Trojice ze zaniklých Žichlic, dnes v zubrnickém skanzenu

První písemná zmínka se vztahuje k roku 1088 a nachází se v listině krále Vratislava I., jíž panovník daroval dva statky v Žichlicích vyšehradské kapitule. Podle historika Gustava Friedricha je listina falzum a pochází až z druhé poloviny 12. století. V roce 1403 je z pramenů známý jakýsi Johannes Nicolai ze Zichlicz, který v Praze nabyl nižšího stupně svěcení. Ves ve 14. století patřila teplickému klášteru.
Od roku 1512 Žichlice patřily k teplickému panství a v roce 1561 zde bylo pět selských usedlostí. V době tereziánského katastru, tedy roku 1757 patřila ves stále pod panství Teplice, měla pět hospodářů, obecního pastýře a pěstoval se chmel. Žichlice patřily k řehlovické farnosti a v roce 1787 zde bylo šest usedlostí. Při dalším sčítání v roce 1833 patřila ves městu Teplice měla 7 domů a 30 obyvatel, farností stále spadala do Řehlovic, měla vlastní malou kapli, kde se konaly občasné mše. Ve vsi byla cihelna a hnědouhelné doly.

## Obyvatelstvo
|           | 1869 | 1880 | 1890 | 1900 | 1910 | 1921 | 1930 | 1950 | 1961 | 1970 | 1980 | 1991 | 2001 | 2011 |
| --------- | ---- | ---- | ---- | ---- | ---- | ---- | ---- | ---- | ---- | ---- | ---- | ---- | ---- | ---- |
| Obyvatelé | 80   | 96   | 74   | 39   | 75   | 94   | 80   | 40   | 40   | 23   | 20   | .    | .    | 15   |
| Domy      | 8    | 8    | 8    | 8    | 9    | 9    | 9    | 12   | .    | 8    | 7    | .    | .    | 4    |

## Pamětihodnosti
- Na návsi stávala hrázděná pozdně barokní kaple z konce 18. století. Měla trojboký odsazen presbytář a polygonální zvonici s cibulovou bání.[3]
- K hodnotným stavbám lidové architektury patřily pozdně barokní domy čp. 3 a 7 z konce osmnáctého století.[3]
- U vesnice stál barokní šroubovitý sloup na hranolovém soklu z roku 1758. Nedaleko něj býval čtyřboký milník z přibližně stejné doby.[3]